# Bon Repòs (el Masnou)
Bon Repòs és un edifici del municipi del Masnou (Maresme) inclòs en l'Inventari del Patrimoni Arquitectònic de Catalunya.

## Descripció
Casa entre mitgeres de planta quadrada que està format per soterrani, planta baixa i planta pis i acabat amb una coberta plana practicable a manera de terrat. L'edifici que havia estat aïllat i envoltat de jardí. Fruit de la construcció de cossos nous a cada costat, l'única façana que resta és la meridional, encarada a la plaça de Marcel·lina de Monteys.
La façana té una composició simètrica. La planta baixa es troba formada per la porta principal d'accés a la que s'hi arriba a través d'una petita escalinata. A cada costat de la porta hi ha dues balconeres semicirculars amb balustrada. Les tres obertures estan fetes amb arcs carpanells. A la planta pis, hi ha tres obertures, cadascuna d'elles dividida per dues columnetes i amb tres petits arcs de mig punt. Damunt la cornisa hi ha una gran balustrada d'obra amb pinacles als costats. El parament de la façana és un estucat pintat amb un cert relleu imitant carreus posats a portell.